# Chaussy (Loiret)
Chaussy é uma comuna francesa na região administrativa do Centro, no departamento Loiret. Estende-se por uma área de 13,05 km². Em 2010 a comuna tinha 315 habitantes (densidade: 24,1 hab./km²).